# 武鸣河
武鸣河，位于中国广西壮族自治区中西部，是右江右岸支流，发源于南宁市马山县白山镇新汉村（旧属合群乡）东岭屯西1.2千米处。

## 流向
从白山镇新汉村向东南流至南宁市武鸣区两江镇后左纳两江河后转西南流，在府城镇陆杨村南边右纳府城河后又转南流，于武鸣市区城厢镇左纳香山河后折向西流，进入隆安县境后转南流，经5千米隆安县与南宁市西乡塘区的界河，最后于丁当镇怀境屯西汇入右江。河长211.9千米，流域面积3991平方千米。